# Suối Thi
Suối Thi (tên khác: sông Đang Sách, sông Da R'Sas) là một con suối đổ ra Sông La Ngà. Suối có chiều dài 35 km và diện tích lưu vực là 212 km². Suối Thi chảy qua các tỉnh Lâm Đồng, Bình Thuận.